# Легки (Ярославская область)
Легки́ — деревня в Михайловском сельском округе Волжского сельского поселения Рыбинского района Ярославской области .
Деревня расположена в окружении лесов, в юго-восточной части поселения, на правом, западном берегу реки Языковка, притока Черёмухи, протекающей в южном направлении. На противоположном, левом берегу Языковки стоит деревня Леонтьевское. Выше по течению на левом берегу на расстоянии около 1 км стоит деревня Губино, а ещё выше Михеевка. Эти четыре деревни образуют юго-восточную оконечность Волжского сельского поселения. К северу от них в верховьях Языковки, и на востоке находится Октябрьское сельское поселение,  а ниже по реке, к югу, от деревни Холкино начинается Большесельский район. Через деревню Легки проходит дорога от Мелехова на Леонтьевское, которая в Мелехове выходит на автомобильную дорогу с автобусным сообщением Рыбинск—Александрова Пустынь .
На 1 января 2007 года в деревне не числилось постоянных жителей . Почтовое отделение, находящееся в деревне Семенники, обслуживает в деревне Леонтьевское 8 домов.